# De avonturen van Sherlock Holmes
De avonturen van Sherlock Holmes (originele titel The Adventures of Sherlock Holmes) is een collectie van 12 korte verhalen over de detective Sherlock Holmes, geschreven door Arthur Conan Doyle. Het boek is geïllustreerd door Sidney Paget.
De verhalen in het boek werden aanvankelijk gepubliceerd in The Strand Magazine van juli 1891 tot juni 1892. Het boek werd voor het eerst uitgegeven op 14 oktober 1892 door George Newnes Ltd. Een groot deel van de verhalen speelt in de periode waarin Dr. Watson getrouwd is met Mary Morstan en een eigen dokterspraktijk begonnen is: derhalve woont hij niet meer op Baker Street, maar raakt af en toe nog bij detectivewerk betrokken als hij Holmes bezoekt of deze nadrukkelijk zijn hulp inroept. Enkele verhalen spelen voor Watsons huwelijk, zoals The Adventure of the Speckled Band. Inspecteur Lestrade werd in de reeks korte verhalen voor het eerst een terugkerend personage, evenals zijn collega Gregson, die ook al in Een studie in rood was geïntroduceerd.
Het boek werd in 1929 verboden in de Sovjet-Unie daar er occultisme in voor zou komen, terwijl dit niet het geval is. Het verbod werd later opgeheven.

## Verhalen

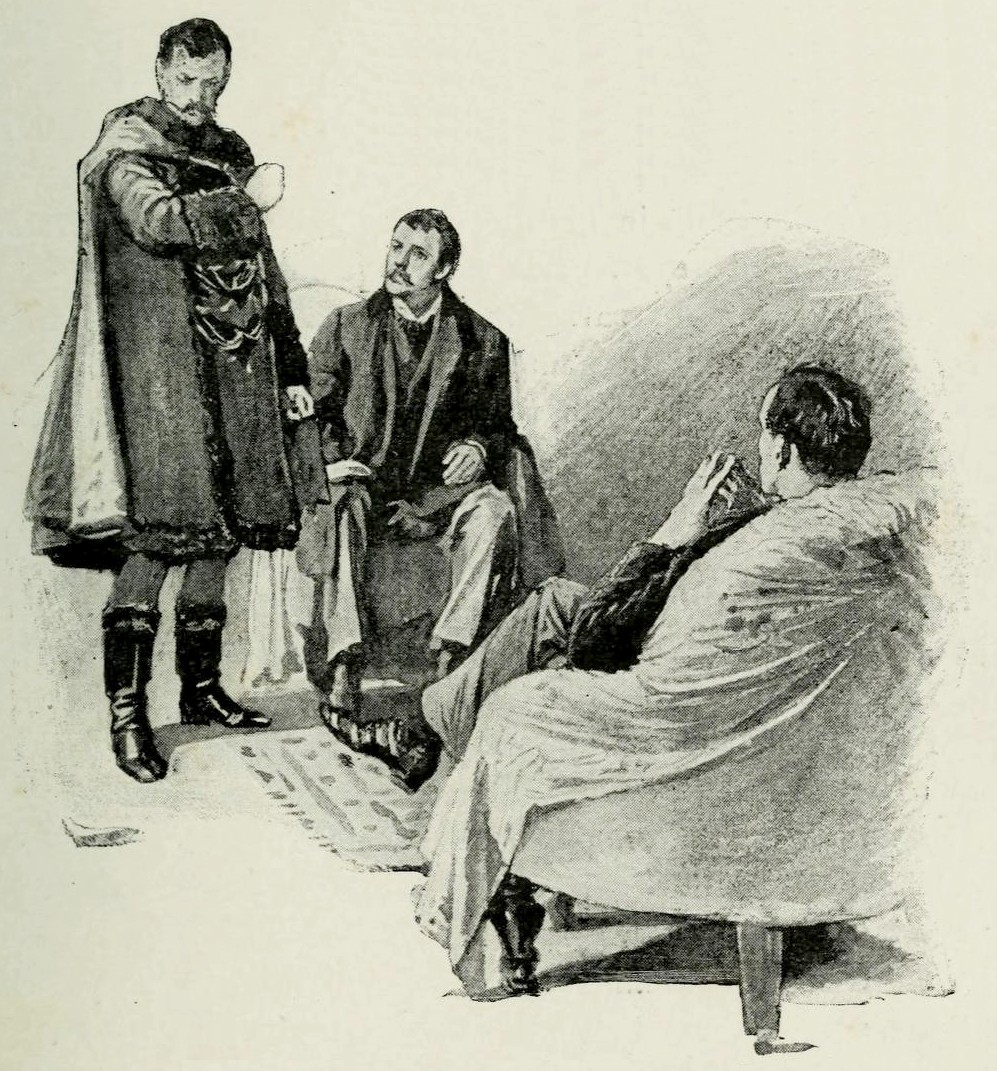
Holmes en de koning van Bohemen

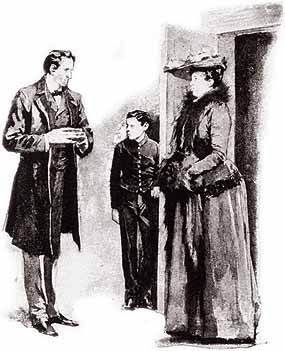
Holmes verwelkomt Miss Mary.

### A Scandal in Bohemia
Sherlock Holmes wordt benaderd door de koning van Bohemen. Hij wordt gechanteerd door Irene Adler, een operazangeres uit New Jersey met wie hij ooit in het geheim een relatie heeft gehad. Ze dreigt de relatie openbaar te maken, en zo een schandaal te ontketenen. Dit kan de koning zijn huwelijk met Clotilde Lothman von Saxe-Meningen, een Noorse prinses, kosten. Holmes gaat undercover om te proberen het bewijsmateriaal tegen de koning te bemachtigen.

### The Red-Headed League
Holmes krijgt bezoek van een pandjesbaas genaamd Jabez Wilson, een man die vooral bekendstaat om zijn rode haren. Hij heeft een tijd gewerkt als kantoorklerk voor een zekere Duncan Ross, die om een of andere reden alleen mensen met rood haar in dienst wilde en hier zelfs een club voor had opgericht. De club bleek later opeens te zijn opgeheven, en niemand had ooit van Duncan Ross gehoord. Holmes ontdekt al snel dat Ross een handlanger is van de jonge meestercrimineel John Clay, die onder een valse naam als Wilsons assistent werkt. De baan was enkel aangeboden om Wilson weg te lokken uit zijn winkel zodat Clay en Ross daar een tunnel naar de bank konden graven.

### A Case of Identity
Holmes wordt bezocht door Miss Mary Sutherland, een vrouw wier verloofde is verdwenen. Deze verloofde, Mr. Hosmer Angel, staat bekend als een stil en geheimzinnig man. Al zijn brieven aan Miss Sutherland zijn met een typemachine geschreven, en hij vraagt haar altijd te antwoorden via het postkantoor. Bovendien wil hij Sutherland alleen ontmoeten als haar jonge stiefvader, James Windibank, het land uit is. Holmes ontdekt al snel dat de twee heren een en dezelfde zijn.

### The Boscombe ValleyMystery
Holmes en Watson gaan naar Boscombe Valley om de dood van de pachter, Mr. Charles McCarthy, te onderzoeken. Inspecteur Lestrade, een agent van Scotland Yard, is al met de conclusie gekomen dat er moord in het spel is en dat McCarthy’s zoon James de dader moet zijn. Holmes twijfelt hieraan en onderzoekt de zaak verder. James en zijn vader hadden slaande ruzie omdat Charles van hem eiste dat hij zou trouwen met Alice, de dochter van de grootgrondbezitter John Turner, een vriend van hem uit Australië. Holmes ontdekt dat McCarthy vermoord is door John Turner. McCarthy chanteerde hem omdat hij toentertijd een konvooi in Australië overviel waar hij bestuurder van was.

### The Five Orange Pips
John Openshaw vertelt Holmes een bizar verhaal over zijn oom, die kolonel was in het leger van de geconfedereerden. De oom ontving een pakketje met vijf sinaasappelpitten en de letters K.K.K. Hij stierf kort daarna onder mysterieuze omstandigheden. De vader van John, erfgenaam van de oom, ontving enkele jaren later een soortgelijk pakketje en ook hij overleed plotseling. John Openshaw heeft bij Holmes aangeklopt, omdat ook hij nu een pakketje heeft ontvangen en het net om zich heen voelt sluiten. Holmes vermoedt dat hij te maken heeft met de Ku Klux Klan.

### The Man with the Twisted Lip
Mr. Neville St. Clair, een gerespecteerde zakenman, wordt vermist. Zijn vrouw beweert hem laatst nog te hebben gezien in een gebouw in een achterstandswijk van Londen. Toen ze de politie erbij haalde, vond die enkel de zwerver Hugh Boone. Holmes ontdekt al snel dat deze Hugh Boone niemand minder is dan Neville St. Clair. Hij leidt al jaren in het geheim een dubbelleven. Dit verhaal is uniek in het opzicht dat de zaak die Holmes onderzoekt uiteindelijk toch geen misdaad blijkt te zijn.

### The Adventure of the Blue Carbuncle
Er wordt een zeldzame blauwe karbonkel vermist en loodgieter John Horner lijkt de edelsteen te hebben gestolen. De steen duikt later op in de keel van een gans, die door een man is achtergelaten bij commissaris Peterson. Holmes ontdekt dat de echte dader James Ryder is, die de steen aan de gans had gevoerd om hem snel te verstoppen voor de politie.

### The Adventure of the Speckled Band
De jonge vrouw Helen Stoner zoekt hulp van Holmes voor het onderzoek naar de dood van haar zus Julia. Holmes ontdekt dat beide vrouwen erfgenaam zijn van een groot fortuin van hun overleden moeder, en dat als ze allebei zouden trouwen hun stiefvader, Dr. Roylott, vrijwel niets zou krijgen van deze erfenis. Dr. Roylott staat tevens bekend als een zeer agressief man. Holmes ontdekt dat hij Julia heeft vermoord met behulp van een giftige slang.

### The Adventure of the Engineer's Thumb
dit is een van twee zaken die Holmes op het spoor kwam dankzij Watson. De zaak draait om Mr. Victor Hatherley, een man die bijna slachtoffer is geworden van Colonel Lysander Stark nadat hij had ontdekt dat Stark een valsemunter was.

### The Adventure of the Noble Bachelor
Miss Hatty Doran, de bruid van Lord St. Simon, verdwijnt op de dag van haar huwelijk. Die dag gedroeg ze zich volgens Simon al vreemd, vooral tijdens de ceremonie. Holmes ontdekt dat Doran reeds getrouwd was met een zekere Francis H. Moulton. Ze had gehoord dat hij om zou zijn gekomen, maar zag hem plotseling weer tijdens de ceremonie. Daarom trok ze zich terug.

### The Adventure of the Beryl Coronet
Mr. Alexander Holder, een bankier, roept de hulp in van Holmes nadat een kostbare diadeem bijna is gestolen uit zijn huis en daarbij zwaar beschadigd is geraakt. Hij heeft deze in zijn bezit als onderpand voor een lening van 50.000 pond. Holders zoon Arthur lijkt de dader te zijn, maar volgens Holmes zijn er meer mensen bij betrokken.

### The Adventure of the Copper Beeches
Violet Hunter vraagt advies van Holmes nadat ze een aanbod heeft gekregen om als gouvernante te gaan werken voor Jephro Rucastle, maar onder vrij vreemde voorwaarden.

## Films
In 1939 verscheen de film The Adventures of Sherlock Holmes, maar deze had qua verhaal niets met de verhalen uit dit boek te maken.